# Giorgio Ramusani
Giorgio Ramusani (Reggio Emilia, 27 gennaio 1939) è un ex calciatore italiano, di ruolo difensore.

## Caratteristiche tecniche
Giocava nel ruolo di terzino destro.

## Carriera
Nato a Reggio Emilia, inizia a giocare a calcio nella squadra locale della Reggiana, da cui si trasferisce poi al Simmenthal-Monza.
Passati due anni con la squadra lombarda, si trasferisce in Sicilia al Palermo. Con la maglia dei rosanero ha giocato in Serie A nella stagione 1962-1963 (24 presenze) e poi 3 stagioni in Serie B.
Conclude poi la carriera tra le file dell'Udinese, dopo una breve parentesi all'Internapoli.

## Palmarès

### Club

#### Competizioni nazionali
- Serie C: 1

Reggiana: 1957-1958
- IV Serie: 1

Reggiana: 1955-1956